# Атмосферная акустика
Атмосферная акустика — раздел акустики, изучающий распространение и генерацию звука в реальной атмосфере, а также исследующий атмосферу акустическими методами. Также атмосферной акустикой называют раздел физики атмосферы.

## Краткая история
Атмосферная акустика зародилась в первой половине XX века с исследованиями аномальной слышимости звука от взрывов и оценкой влияния турбулентности на замирания (фединги) акустических волн. Дальнейшее развитие шло благодаря научно-техническому прогрессу и прорывам в электроакустике и электронике. Современная теория опирается на классические труды по акустике движущихся сред и по распространению волн в случайно-неоднородных средах. В конце XX века были исследованы законы распространения звука в приземных атмосферных волноводах, а также разработана и экспериментально подтверждена теория флуктуаций параметров звуковых волн и их рассеяния мелкомасштабными неоднородностями скорости ветра и температуры.

## Задачи и практический аспект
Задачи атмосферной акустики связаны с явлениями, возникающими при распространении звука в атмосфере, которая представляет собой с точки зрения акустики движущуюся неоднородную среду. Так, из практических задач выделяется разработка методов дистанционного определения местоположения и энергии крупных взрывов, включая ядерные. Позже особое значение обрела проблема распространения промышленных шумов (в том числа ударных волн), возникающих при движении сверхзвуковых реактивных самолётов: у земной поверхности давления могут достичь значений, опасных для сооружений и здоровья людей.
Обратные задачи решаются при акустическом зондировании атмосферы: зондирование средних и верхних слоёв посредством высокочувствительных акустических приёмников позволяет обнаруживать частичное отражение инфразвука от долгоживущих мезомасштабных неоднородностей, а также исследовать их параметры. Применяется радиоакустическое зондирование атмосферы для определения вертикальных профилей температуры в нижней тропосфере. Акустические локаторы (содары) устанавливаются вблизи АЭС и окрестностях вредных производств для определения скорости ветра, высоты расположения инверсионных слоёв и интенсивности турбулентного перемешивания до высоты до 1 км, а также оценки ожидаемых концентраций веществ в случае техногенных катастроф.

## Методика
При изучении распространения звука учитываются температура атмосферы и плотности, их зависимость от высоты, движение воздуха, рассеяние и ослабление звука на турбулентных неоднородностях, сильное поглощение звука на больших высотах и т. д. Таким образом, в рамках атмосферной акустики проводится распределение температуры и ветра на больших высотах; осуществляется исследование турбулентности с помощью температуры и скорости ветра, времени распространения звука на небольших расстояниях и т. д. По времени прихода звука от места взрывов и извержений вулканов проводится распределение температуры и ветра в стратосфере и мезосфере.